# Periclimenes brevinaris
Periclimenes brevinaris är en kräftdjursart som beskrevs av Giuseppe Nobili 1906. Periclimenes brevinaris ingår i släktet Periclimenes och familjen Palaemonidae. Inga underarter finns listade i Catalogue of Life.